# Templeton-Preis

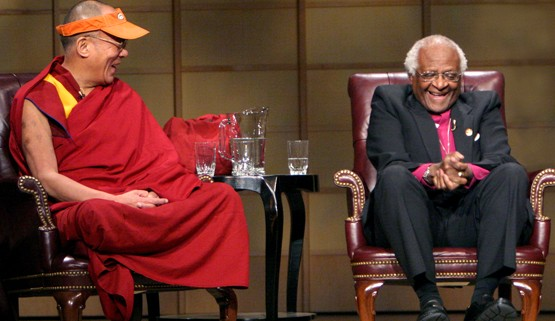
Die Preisträger 2012 (Tenzin Gyatso) und 2013 (Desmond Tutu)

Der Templeton-Preis ist – nach dem Fundamental Physics Prize und dem Breakthrough Prize in Life Sciences (je 3 Millionen US-Dollar) – die weltweit dritthöchste dotierte Auszeichnung (2015: 1.100.000 Pfund Sterling) für einzelne Personen. Mit ihr werden Verdienste an der Schnittstelle zwischen Wissenschaft und Religion ausgezeichnet.
Stifter des Preises war 1972 der Finanzinvestor Sir John Templeton (1912–2008), der 1987 von Königin Elisabeth II. für sein wohltätiges Engagement zum Knight Bachelor ernannt wurde. Die jährlich von der Templeton World Charity Foundation verliehene Auszeichnung orientiert sich bewusst an der Höhe des Nobelpreises und übersteigt diese, um den Stellenwert der Spiritualität zu betonen, die nach Ansicht des Stifters beim Nobelpreis nicht genügend gewürdigt wird. Die Auszeichnung richtet sich nicht an eine bestimmte Religion oder ein besonderes Gottesbild, zur Jury gehören Anhänger der verschiedenen Religionsgemeinschaften ebenso wie Atheisten.
Von 1972 bis 2001 trug der Preis den Zusatz „für Fortschritt in Religion“, von 2002 bis 2008 dann „für Fortschritt hinsichtlich Forschung oder Entdeckungen über spirituelle Realitäten“. Er wird in der Regel in London überreicht.

## Rezeption
Der Preis ist unter Naturwissenschaftlern teilweise umstritten. Vom Biologen und atheistischen Religionskritiker Richard Dawkins wurde der Preis scharf kritisiert. Ihm zufolge werde „ein sehr großer Geldbetrag in der Regel einem Naturwissenschaftler übergeben, der bereit ist, etwas Nettes über Religion zu sagen“. Der niederländische Physik-Nobelpreisträger Martinus Veltman äußerte in seinem 2003 erschienenen Buch Facts and Mysteries in Elementary Particle Physics den Verdacht, der anglikanische Priester und Physiker John Polkinghorne habe den Templeton-Preis 2002 für den „schwierigen Brückenschlag zwischen Vernunft und Nonsens“ erhalten. Der Chemie-Nobelpreisträger Harold Kroto kritisierte seinen Wissenschaftskollegen Martin Rees für die Annahme des Templeton-Preises, da dieser das Ziel verfolge, „den wertvollsten Grundpfeiler der Naturwissenschaft zu untergraben:“ dass sie „das einzige zuverlässige philosophische Konstrukt zur Bestimmung von Wahrheit“ sei. Wiederholt ging der Preis an Kandidaten, die der Intelligent-Design-Bewegung nahestehen, etwa 2006 an John D. Barrow.
Der atheistische Philosoph Michael Ruse spricht sich wiederum für den Templeton-Preis aus. Da es nach seiner Meinung kein Widerspruch in sich ist, als Wissenschaftler religiös zu sein, sieht Ruse den Templeton-Preis als Beitrag an, die aktuellen Spannungen zwischen Glauben und Naturwissenschaft zu verringern.

## Sonstiges
Der Templeton-Preis darf nicht mit dem ebenfalls nach John Templeton benannten Templeton Freedom Award verwechselt werden, den das Atlas Network, eine Stiftung zur Förderung neoliberaler Politik, jährlich vergibt.

## Preisträger
- 1973 Mutter Teresa (1910–1997)
- 1974 Frère Roger (1915–2005)
- 1975 S. Radhakrishnan (1888–1975)
- 1976 Léon-Joseph Suenens (1904–1996)
- 1977 Chiara Lubich (1920–2008)
- 1978 Thomas F. Torrance (1913–2007)
- 1979 Nikkyō Niwano (1906–1999)
- 1980 Ralph Wendell Burhoe (1911–1997)
- 1981 Cicely Saunders (1918–2005)
- 1982 Billy Graham (1918–2018)
- 1983 Alexander Solschenizyn (1918–2008)
- 1984 Michael Bourdeaux (1934–2021)
- 1985 Alister Hardy (1896–1985)
- 1986 James I. McCord (1919–1990)
- 1987 Stanley L. Jaki (1924–2009)
- 1988 Inamullah Khan (1912–1997)
- 1989 George MacLeod, Baron MacLeod of Fuinary (1895–1991) und Carl Friedrich von Weizsäcker (1912–2007)
- 1990 Baba Amte (1914–2008) und Charles Birch (1918–2009)
- 1991 Immanuel Jakobovits (1921–1999)
- 1992 Kyung-Chik Han (1902–2000)
- 1993 Charles Colson (1931–2012)
- 1994 Michael Novak (1933–2017)
- 1995 Paul Davies (* 1946)
- 1996 Bill Bright (1921–2003)
- 1997 Pandurang Shastri Athavale (1920–2003)
- 1998 Sigmund Sternberg (1921–2016)
- 1999 Ian Graeme Barbour (1923–2013)
- 2000 Freeman Dyson (1923–2020)
- 2001 Arthur Peacocke (1924–2006)
- 2002 John Polkinghorne (1930–2021)
- 2003 Holmes Rolston III (1932–2025)
- 2004 George F. R. Ellis (* 1939)
- 2005 Charles Hard Townes (1915–2015)
- 2006 John D. Barrow (1952–2020)
- 2007 Charles Taylor (* 1931)
- 2008 Michał Heller (* 1936)
- 2009 Bernard d’Espagnat (1921–2015)
- 2010 Francisco J. Ayala (1934–2023)
- 2011 Martin Rees (* 1942)
- 2012 Tenzin Gyatso (* 1935)
- 2013 Desmond Tutu (1931–2021)
- 2014 Tomáš Halík (* 1948)
- 2015 Jean Vanier (1928–2019)
- 2016 Jonathan Sacks (1948–2020)
- 2017 Alvin Plantinga (* 1932)
- 2018 Abdullah II. bin al-Hussein (* 1962)
- 2019 Marcelo Gleiser (* 1959)
- 2020 Francis Collins (* 1950)
- 2021 Jane Goodall (* 1934)
- 2022 Frank Wilczek (* 1951)
- 2023 Edna Adan Ismail (* 1937)
- 2024 Pumla Gobodo-Madikizela (* 1955)
- 2025 Bartholomäus I. (* 1940)

## Belege
1. ↑  Ian Sample: Martin Rees wins controversial £1m Templeton prize | Science prizes. In: theguardian.com. 6. April 2011, abgerufen am 5. Februar 2024 (englisch).
2. ↑  Templeton dies. (Memento des Originals vom 9. Mai 2012 im Internet Archive)  Info: Der Archivlink wurde automatisch eingesetzt und noch nicht geprüft. Bitte prüfe Original- und Archivlink gemäß Anleitung und entferne dann diesen Hinweis. In: Ottawa Citizen vom 8. Juli 2008, abgerufen am 26. November 2013 (englisch).
3. ↑  Zitiert nach Stuart Jeffries: Is that all there is? In: The Guardian vom 8. Dezember 2007, abgerufen am 26. November 2013 (englisch).
4. ↑  Martinus J. G. Veltman: Facts and Mysteries in Elementary Particle Physics, S. 286, World Scientific Publishing Co., Singapur 2003 (englisch).
5. ↑  Harry Kroto: Analysis: award undermines the most precious tenet of science. In: The Times vom 6. April 2011, abgerufen am 27. November 2013 (englisch, nur Artikelbeginn online frei zugänglich).
6. ↑  http://www.templetonprize.org/previouswinner.html#barrow
7. ↑  "A Scientific Defense of the Templeton Foundation", Michael Ruse, Huffington Post (6. Februar 2010)